# Andreas Achenbach

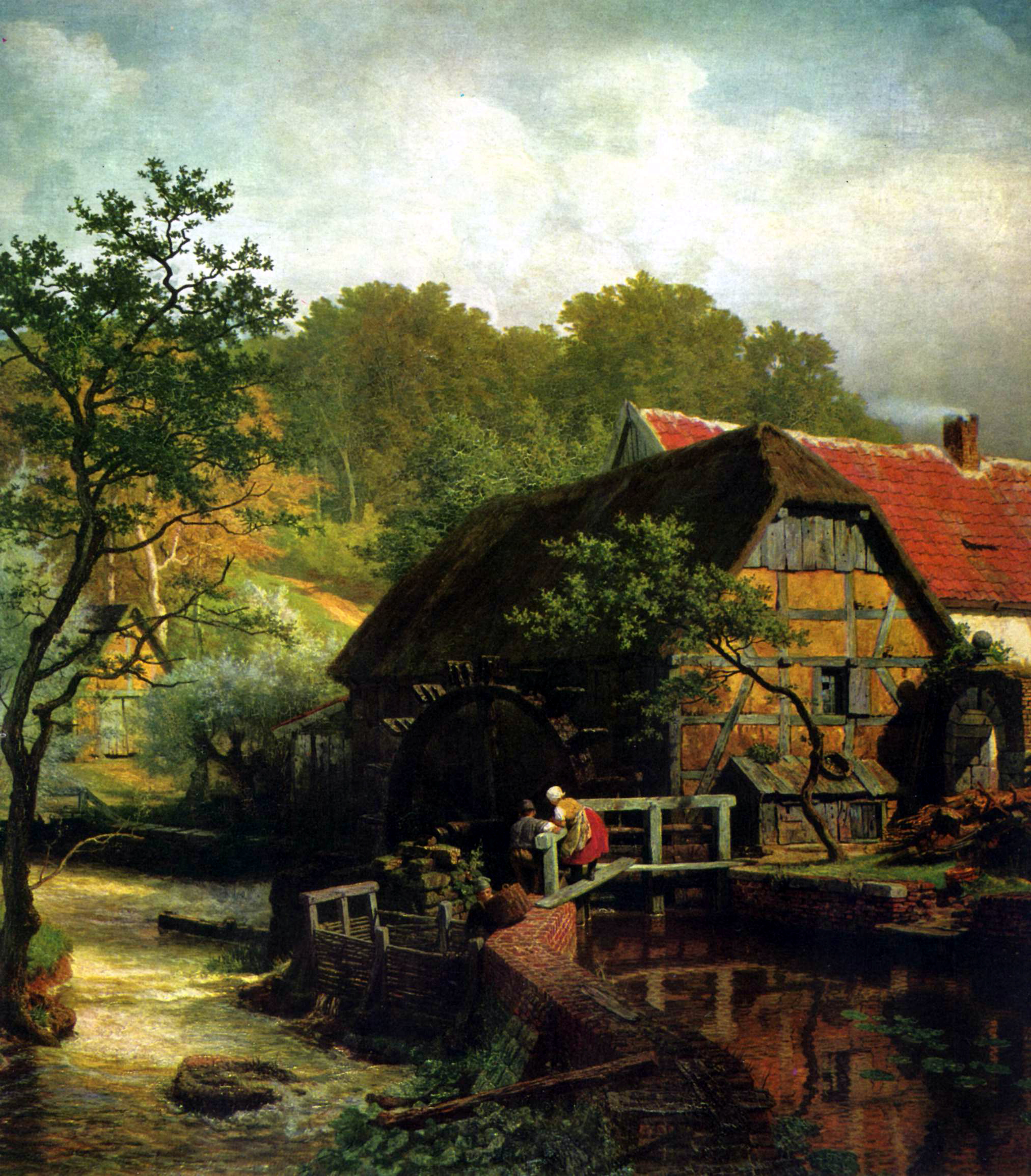
Obraz Andreasa Achenbacha pt. Młyn wodny w Westfalii (1863)

Andreas Achenbach (ur. 29 września 1815 w Kassel, zm. 1 kwietnia 1910 w Düsseldorfie) – niemiecki malarz.

## Życiorys
Pochodził z rodziny malarskiej, (brat jego Oswald Achenbach (1827–1905) znany był z pejzaży włoskich). Głównymi jego tematami są morze, lasy i obrazki miejskie. W 1881 odznaczony cywilnym Pour le Mérite za Naukę i Sztukę

## Prace malarskie
- Zatonięcie okrętu „Prezydent” w lodach Oceanu Atlantyckiego (1842, Karlsruhe, Galeria sztuki),
- Skały Cyklopów (1847, Filadelfia, muzeum),
- Targ na ryby w Ostendzie (1866, Berlin, Galeria narodowa),
- Dzielnica żydowska w Amsterdamie,
- Wylew dolnego Renu,
- Port holenderski (1882, Berlin, Galeria narodowa)